# イカルイト空港
イカルイト空港（英語: Iqaluit Airport）は、カナダ・ヌナブト準州の州都イカルイトにある空港。ヌナブト準州政府が運営している。
IATA空港コードはYFB。

## 歴史
- 1996年5月31日：ロンドン発ロサンゼルス行きのヴァージン・アトランティック航空007便のボーイング747が、乗客の心臓発作のため緊急着陸した。着陸は無事成功したが、タキシング中にエンジンを破損し燃料漏れが発生した。残りの乗客397名は近くのカーリングのリンクに避難、そのまま16時間滞在し、その後ニューヨークへ移動した。
- 2006年6月：エアバスA380がこの空港で低温気候試験を実施した。

## 主な就航航空会社と路線
- カナディアンノース航空（オタワ、ランキン・インレット、ケープ・ドーセット、クライド・リバー、ホール・ビーチ、イグルーリック、キミルート、クージュアック、モントリオール、ナニシヴィック、パンナートゥン、ポンド・インレット）
- ケン・ボーレック・エア（ケープ・ドーセット、キミルート、イグルーリック、パンナートゥン）

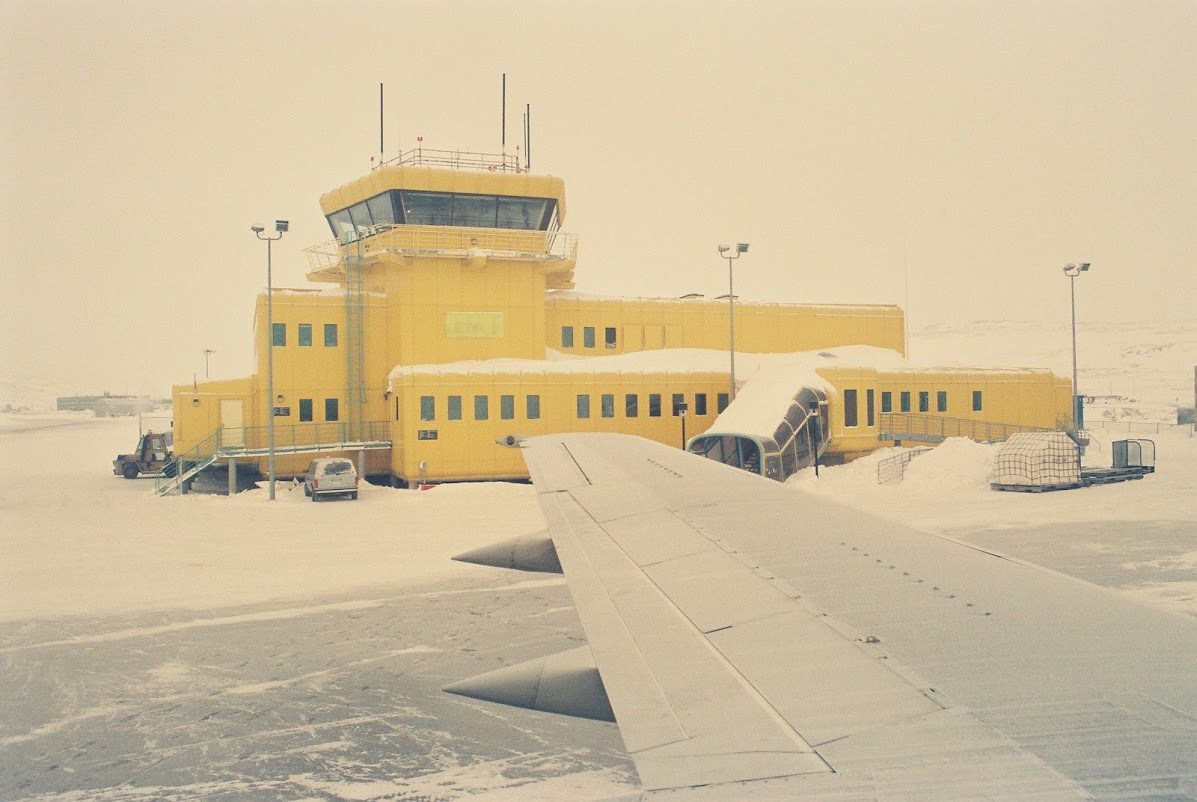
冬のイカルイト空港